# Премия журнала Empire за лучшую мужскую роль
«Кинопремия „Империя“ за лучшую мужскую роль» — одна из номинаций Empire Awards присужденная журналом Empire. Победителей выбирают читатели журнала.
Ниже перечислены актёры, удостоенные этой награды с момента учреждения премии, а также номинанты.  Имена победителей выделены отдельным цветом .

## 1990-е
| Год  | Церемония | Победители и номинанты (актёр — фильм) |
| ---- | --------- | -------------------------------------- |
| 1996 | 1-я       | Найджел Хоторн — Безумие короля Георга |
| 1997 | 2-я       | Морган Фримен — Семь                   |
| 1998 | 3-я       | Кевин Спейси — Секреты Лос-Анджелеса   |
| 1999 | 4-я       | Том Хэнкс — Спасти рядового Райана     |
| 1999 | 4-я       | Джефф Бриджес — Большой Лебовски       |
| 1999 | 4-я       | Джим Керри — Шоу Трумана               |
| 1999 | 4-я       | Мэтт Деймон — Умница Уилл Хантинг      |
| 1999 | 4-я       | Сэмюэл Л. Джексон — Джеки Браун        |

## 2000-е
| Год  | Церемония | Победители и номинанты (актёр — Фильм)                                                           |
| ---- | --------- | ------------------------------------------------------------------------------------------------ |
| 2000 | 5-я       | Пирс Броснан— И целого мира мало                                                                 |
| 2001 | 6-я       | Рассел Кроу — Гладиатор                                                                          |
| 2001 | 6-я       | Джордж Клуни — О, где же ты, брат?                                                               |
| 2001 | 6-я       | Джим Керри — Гринч — похититель Рождества                                                        |
| 2001 | 6-я       | Джон Кьюсак — Фанатик                                                                            |
| 2001 | 6-я       | Кевин Спайси — Красота по-американски                                                            |
| 2002 | 7-я       | Элайджа Вуд — Властелин колец: Братство Кольца                                                   |
| 2002 | 7-я       | Бенисио дель Торо — Траффик                                                                      |
| 2002 | 7-я       | Билли Боб Торнтон — Человек, которого не было                                                    |
| 2002 | 7-я       | Хэйли Джоэл Осмент — Искусственный разум                                                         |
| 2002 | 7-я       | Вигго Мортенсен — Властелин колец: Братство Кольца                                               |
| 2003 | 8-я       | Том Круз — Особое мнение                                                                         |
| 2003 | 8-я       | Колин Фаррелл — Особое мнение                                                                    |
| 2003 | 8-я       | Майк Майерс — Остин Пауэрс: Голдмембер                                                           |
| 2003 | 8-я       | Том Хэнкс — Проклятый путь                                                                       |
| 2003 | 8-я       | Вигго Мортенсен — Властелин колец: Две крепости                                                  |
| 2004 | 9-я       | Джонни Депп — Пираты Карибского моря: Проклятие «Чёрной жемчужины»                               |
| 2004 | 9-я       | Дэниел Дэй-Льюис — Банды Нью-Йорка                                                               |
| 2004 | 9-я       | Хью Джекман — Люди Икс 2                                                                         |
| 2004 | 9-я       | Шон Астин — Властелин колец: Возвращение короля                                                  |
| 2004 | 9-я       | Вигго Мортенсен — Властелин колец: Возвращение короля                                            |
| 2005 | 10-я      | Мэтт Деймон — Превосходство Борна                                                                |
| 2005 | 10-я      | Джим Керри — Вечное сияние чистого разума                                                        |
| 2005 | 10-я      | Джонни Депп — Волшебная страна                                                                   |
| 2005 | 10-я      | Тоби Магуайр — Человек-паук 2                                                                    |
| 2005 | 10-я      | Том Круз — Соучастник                                                                            |
| 2006 | 11-я      | Джонни Депп — Чарли и шоколадная фабрика                                                         |
| 2006 | 11-я      | Энди Серкис — Кинг-Конг                                                                          |
| 2006 | 11-я      | Кристиан Бейл — Бэтмен: Начало                                                                   |
| 2006 | 11-я      | Мэтт Диллон — Столкновение                                                                       |
| 2006 | 11-я      | Вигго Мортенсен— Оправданная жестокость                                                          |
| 2007 | 12-я      | Дэниел Крейг — Казино «Рояль»                                                                    |
| 2007 | 12-я      | Кристиан Бейл — Престиж                                                                          |
| 2007 | 12-я      | Джонни Депп — Пираты Карибского моря: Сундук мертвеца                                            |
| 2007 | 12-я      | Леонардо Ди Каприо — Отступники                                                                  |
| 2007 | 12-я      | Саша Барон Коэн — Борат: культурные исследования Америки в пользу славного государства Казахстан |
| 2008 | 13-я      | Джеймс Макэвой — Искупление                                                                      |
| 2008 | 13-я      | Дэниел Рэдклифф — Гарри Поттер и орден Феникса                                                   |
| 2008 | 13-я      | Джерард Батлер — 300 спартанцев                                                                  |
| 2008 | 13-я      | Мэтт Деймон — Ультиматум Борна                                                                   |
| 2008 | 13-я      | Саймон Пегг — Типа крутые легавые                                                                |
| 2009 | 14-я      | Хит Леджер — Тёмный рыцарь                                                                       |
| 2009 | 14-я      | Дэниел Дэй-Льюис — Нефть                                                                         |
| 2009 | 14-я      | Роберт Дауни-младший — Железный человек                                                          |
| 2009 | 14-я      | Дэниел Крейг — Квант милосердия                                                                  |
| 2009 | 14-я      | Джонни Депп — Суини Тодд, демон-парикмахер с Флит-стрит                                          |

## 2010-е
| Год  | Церемония | Победители и номинанты (актёр — фильм)                |
| ---- | --------- | ----------------------------------------------------- |
| 2010 | 15-я      | Кристоф Вальц — Бесславные ублюдки                    |
| 2010 | 15-я      | Майкл Кейн — Гарри Браун                              |
| 2010 | 15-я      | Роберт Дауни-младший — Шерлок Холмс                   |
| 2010 | 15-я      | Роберт Паттинсон — Сумерки. Сага. Новолуние           |
| 2010 | 15-я      | Сэм Уортингтон — Аватар                               |
| 2011 | 16-я      | Колин Фёрт — Король говорит!                          |
| 2011 | 16-я      | Джеймс Франко — 127 часов                             |
| 2011 | 16-я      | Аарон Джонсон — Пипец                                 |
| 2011 | 16-я      | Джесси Айзенберг — Социальная сеть                    |
| 2011 | 16-я      | Леонардо Ди Каприо — Начало                           |
| 2012 | 17-я      | Гэри Олдмен — Шпион, выйди вон!                       |
| 2012 | 17-я      | Райан Гослинг — Драйв                                 |
| 2012 | 17-я      | Дэниел Крейг — Девушка с татуировкой дракона          |
| 2012 | 17-я      | Дэниел Рэдклифф — Гарри Поттер и Дары Смерти: часть 2 |
| 2012 | 17-я      | Энди Серкис — Восстание планеты обезьян               |
| 2013 | 18-я      | Мартин Фримен — Хоббит: Нежданное путешествие         |
| 2013 | 18-я      | Кристоф Вальц — Джанго освобождённый                  |
| 2013 | 18-я      | Дэниел Дэй-Льюис — Линькольн                          |
| 2013 | 18-я      | Дэниел Крейг — 007: Координаты «Скайфолл»             |
| 2013 | 18-я      | Роберт Дауни-младший — Мстители                       |
| 2014 | 19-я      | Джеймс Макэвой — Грязь                                |
| 2014 | 19-я      | Чиветел Эджиофор — 12 лет рабства                     |
| 2014 | 19-я      | Леонардо Ди Каприо — Волк с Уолл-стрит                |
| 2014 | 19-я      | Мартин Фримен — Хоббит: Пустошь Смауга                |
| 2014 | 19-я      | Том Хэнкс — Капитан Филлипс                           |
| 2015 | 20-я      | Энди Серкис — Планета обезьян: Революция              |
| 2015 | 20-я      | Бенедикт Камбербэтч — Игра в имитацию                 |
| 2015 | 20-я      | Эдди Редмэйн — Теория всего                           |
| 2015 | 20-я      | Брэдли Купер — Снайпер                                |
| 2015 | 20-я      | Ричард Армитидж — Хоббит: Битва пяти воинств          |
| 2016 | 21-я      | Мэтт Деймон — Марсианин                               |
| 2016 | 21-я      | Леонардо Ди Каприо — Выживший                         |
| 2016 | 21-я      | Майкл Фассбендер — Макбет и Стив Джобс                |
| 2016 | 21-я      | Том Харди — Легенда и Безумный Макс: Дорога ярости    |
| 2016 | 21-я      | Майкл Б. Джордан — Крид: Наследие Рокки               |